# Sente Sentjens
Sente Sentjens (Lommel, 2 september 2005) is een Belgisch wielrenner. Hij is de zoon van voormalig wielrenner Roy Sentjens.

## Carrière
Als eerstejaars junior won Sentjens Kuurne-Brussel-Kuurne. Een jaar later behaalde hij meerdere overwinningen, waaronder in de E3 Saxo Bank Classic en de Sint-Martinusprijs Kontich. Daarnaast werd hij derde in de tijdrit op het Europese kampioenschap.
In 2024 maakte Sentjens, als eerstejaars belofte, de overstap naar de opleidingsploeg van Alpecin-Deceuninck. In juli werd hij nationaal kampioen op de weg. Twee maanden later sprintte hij naar de zege in de Grand Prix Cerami. Namens de hoofdmacht van de ploeg werd hij dat najaar ook onder meer zesde in Parijs-Chauny en vijfde in de Omloop van het Houtland.
In maart 2025 won Sentjens, in de Belgische kampioenstrui, de Youngster Coast Challenge.

## Overwinningen
2022
Kuurne-Brussel-Kuurne, Junioren
2023
1e etappe Guido Reybrouck Classic
E3 Saxo Bank Classic, Junioren
1e en 2e etappe Ronde van Gironde
Eind- en puntenklassement Ronde van Gironde
2e etappe Trophée Centre Morihan
5e etappe Sint-Martinusprijs Kontich
Puntenklassement Sint-Martinusprijs Kontich
2e etappe (deel A) Ronde van Ribera del Duero
Eindklassement Ronde van Ribera del Duero
2024
 Belgisch kampioen op de weg, Beloften
Grand Prix Cerami
2025
Youngster Coast Challenge
1e (etappe A) Koers van de Olympische Solidariteit

## Ploegen
- 2024 –  Alpecin-Deceuninck Development Team
- 2025 –  Alpecin-Deceuninck Development Team